# Egon Jux
Egon Jux (* 17. Juli 1927 in Königsberg; † 19. August 2008) war ein deutscher Architekt. Er wurde vor allem durch seine Brückenbauwerke bekannt. In seinem Planungsbüro in Darmstadt arbeitete er mit seinem Sohn Ben Jux zusammen.

## Leben
Jux war ein Schüler von Le Corbusier. Seine Brückenbauten waren wichtige identitätsbildende Infrastrukturprojekte. Die im Volksmund Rote Brücke genannte Großherzogin-Charlotte-Brücke überspannt das Tal der Alzette und verbindet das Stadtzentrum Luxemburgs mit dem Europaviertel auf dem Kirchberg-Plateau. Die weithin sichtbare Köhlbrandbrücke im Hamburger Hafen über den 325 Meter breiten Arm der Süderelbe gilt als Musterbeispiel an Eleganz und wurde zu einem Wahrzeichen Hamburgs.
Er war Mitglied der Zeugen Jehovas und bezog seine Architektur-Prinzipien aus der Glaubenswelt der Religionsgemeinschaft.

## Wichtige Bauten

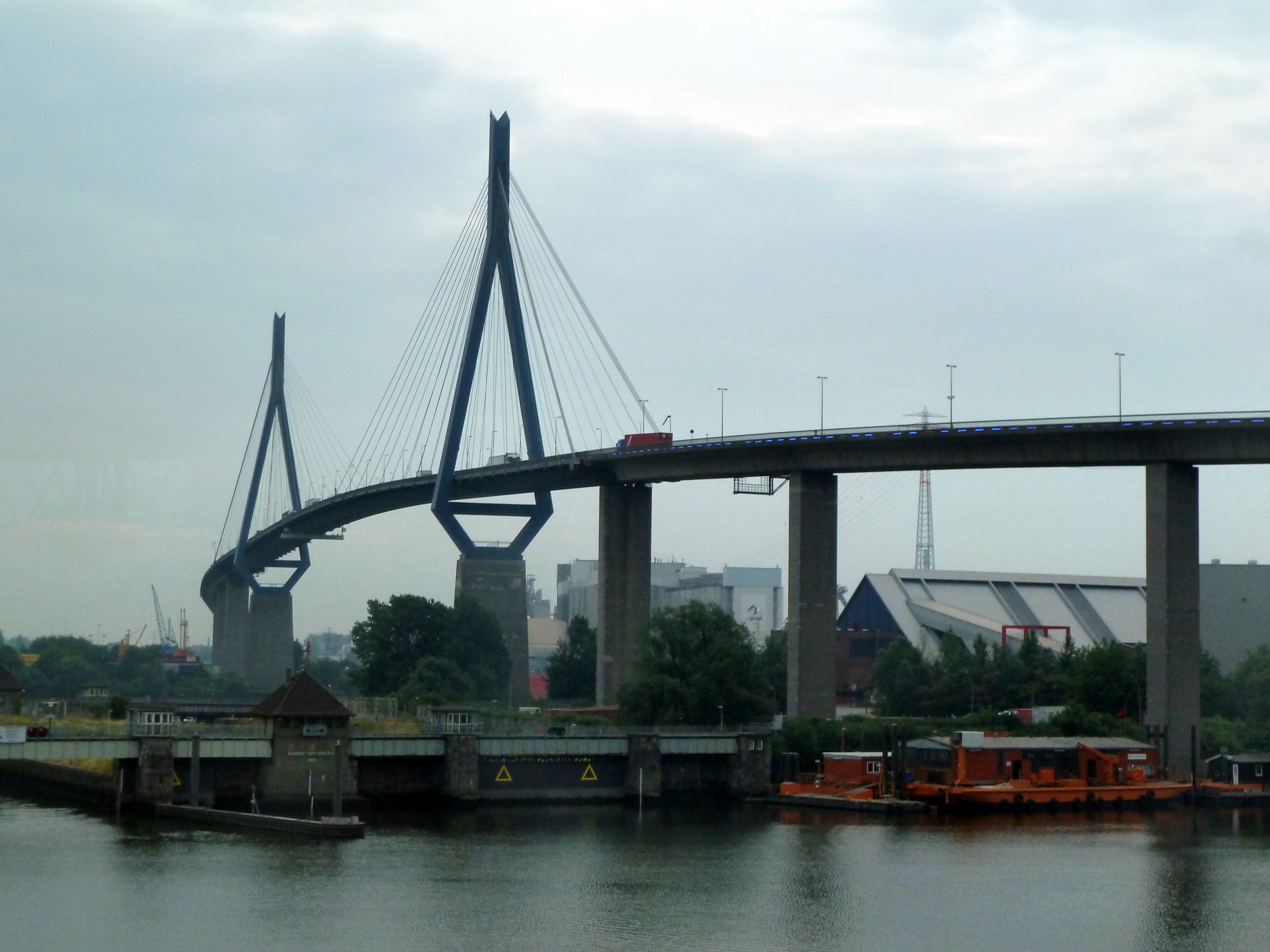
Köhlbrandbrücke

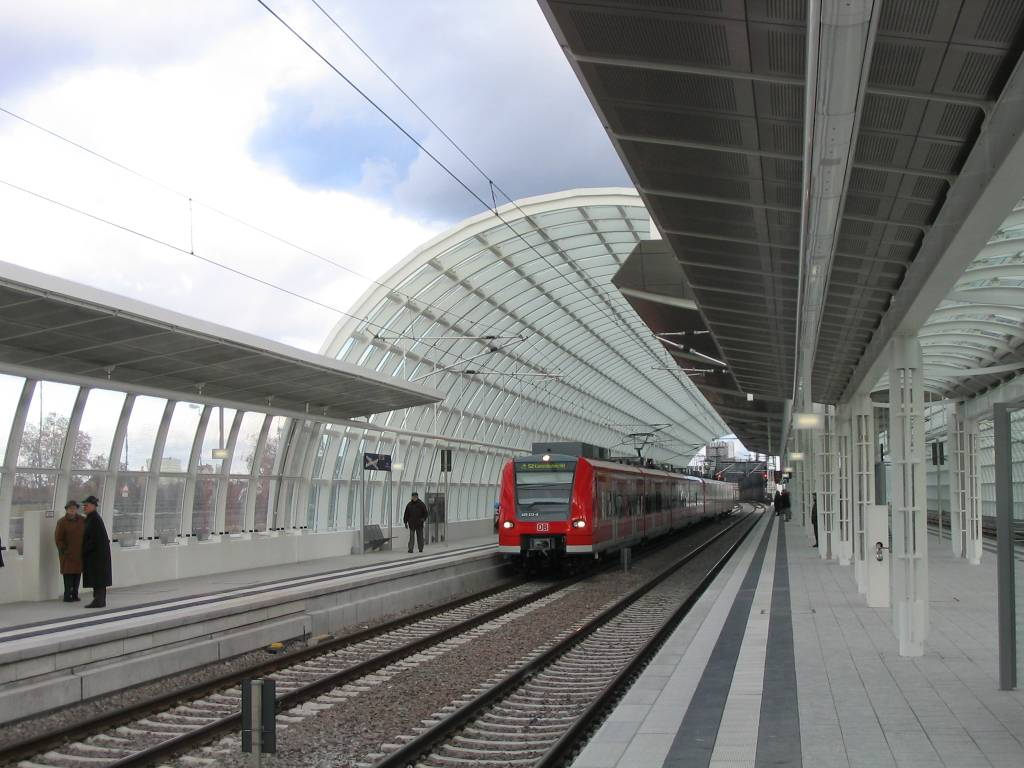
Bahnhof Ludwigshafen Mitte

- Polizeipräsidium am Berliner Tor (Hamburg) (1958–1962), zusammen mit Hans Atmer, Jürgen Marlow, Hans Holthey, Harro Freese
- Großherzogin-Charlotte-Brücke (Rote Brücke) in Luxemburg (1965)
- Köhlbrandbrücke in Hamburg (1974), nach ihrer Fertigstellung die viertgrößte Schrägseilbrücke Europas, zusammen mit Hans Wittfoht
- Südeinfahrt zum neuen Elbtunnel Hamburg (1975)
- Kongresssaal der Zeugen Jehovas in München (1980)
- Flößerbrücke in Frankfurt am Main (1986)
- Schwarzenbek, Hochstraße (1992)
- Spektebrücke in Berlin-Spandau (1994)
- Sachsendammsteg in Berlin (über die Bundesautobahn 100) (1995)
- Löwenherz-Tunnel (Bundesstraße 10) (1995)
- Potsdam – Bauwerk Ost, Autobahndreieck (1997)
- Potsdam – Bauwerk Süd, Autobahndreieck (1997)
- Potsdam – Bauwerk West, Autobahndreieck (1997)
- Hagenbrücke (1998)
- Ortsumgehung Hamburg-Fuhlsbüttel (2001)
- Schleibrücke in Kappeln (2002)
- Weißeritztalbrücke (2002)
- Nedlitzer Nordbrücke (2003)
- S-Bahn-Haltepunkt Ludwigshafen (Rhein) Mitte (2004)
- Momella-Game-Lodge im Arusha-Nationalpark Tansania (für Schauspieler Hardy Krüger)[2]

## Auszeichnungen
- Europäischer Stahlbaupreis 1975 für die „schönste Brücke des Kontinents“ (Köhlbrandbrücke)
- Renault Traffic Design Award 2001 für Ortsumgehung, Fuhlsbüttel (ARGE Freiraumplanung: nps und Partner, Hamburg - Jux und Partner, Darmstadt)[3]
- Renault Traffic Design Award 2004 für S-Bahn-Haltepunkt Ludwigshafen-Mitte (Preisträger: Jux Gruppe GmbH, Darmstadt. Die Begründung spricht von der „Architektengruppe um Ben Jux“).[4]